# Souillac (Mauritius)
Souillac ist die Hauptstadt des Bezirks Savanne und liegt nahe dem südlichsten Punkt von Mauritius. Der Ort ist nach dem ehemaligen Gouverneur Vicomte de Souillac benannt, welcher von 1779 bis 1787 an der Macht war.

## Geografie
Souillac liegt im südlichsten Teil der Insel Mauritius. Es ist im Westen durch den Fluss Savanne vom Dorf Surinam und im Osten vom Dorf L'Union getrennt. Die Hauptstraße schlängelt sich durch das Dorf von  Nordosten nach Westen, von der Bain-des-Naigresses-Brücke zur Souillac-Surinam-Brücke. Obwohl es keine offizielle Aufteilung des Dorfes gibt, unterscheiden die Einheimischen oft die Teile des Dorfes wie folgt: Quartiere von Terracine, Combo, Brise de mére, L'église, Pitot, Cité Gris-gris, Morcerllement Gris-gris, EDC Und L'hopital.

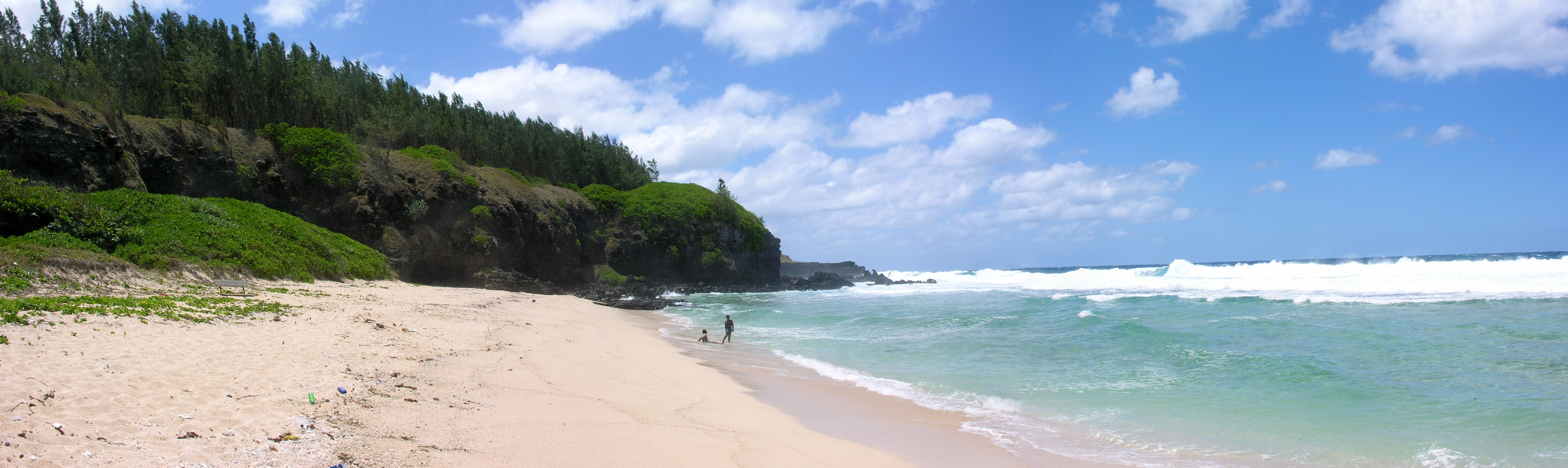
Gris Gris Strand

## Bevölkerung
Am Anfang lebten im Dorf fast nur Fischerfamilien, welche den nahe gelegenen Hafen zum Handeln nutzten. Im Laufe der Zeit siedelten sich aber auch immer mehr Menschen an, welche auf den nahe gelegenen Zuckerplantagen arbeiteten. Die Bevölkerung stieg zu dieser Zeit auf über 6000.
Die Bewohner des Ortes heißen Souillacois.

## Geschichte
Im Jahre 1787 entschloss sich Vicomte de Souillac, einen Hafen für den Süden und Südwesten der damaligen Isle de France zu schaffen. Zu dieser Zeit war die Insel ein wichtiger Anlaufhafen für französische Schiffe auf dem Weg von und nach Indien. Strategisch wollten die Franzosen auch eine Basis für die Verteidigung der Südküste errichten. Der geeignetste Ort, um einen Hafen zu errichten, war der südlichste Punkt der Insel, wo eine große und tiefe Mündung (gebildet durch den Savanne-Fluss) vorherrschte. Da es hier nur wenige Korallenriffe gibt, konnten sich die Schiffe der Insel weiter nähern. Der Hafen würde auch für den Transport von landwirtschaftlichen Produkten (einschließlich Zucker) nach Port Louis verwendet werden, da zu diesem Zeitpunkt Port Louis mit keiner Straße zum südlichen Teil der Insel verbunden war.
Am 1. Januar 1787 schrieb ein königlicher Orden dem Ort den Namen „Port Souillac“ zu, um den Beitrag des Vicomte zur Entwicklung des Hafens zu ehren. Vicomte de Souillac verließ die Isle de France am 5. November 1787.
Während der englischen Kolonisation wurde der Hafen hauptsächlich für den Transport von Zucker aus den vielen südlichen Zuckerfabriken nach Port Louis verwendet, was ihn zum belebtesten Seehafen im Süden machte. Seine Bedeutung begann mit der Einführung von der Eisenbahn auf der Insel ab 1877 zu sinken. Mit der Entwicklung von anderen Verkehrsmitteln wurde der Hafen immer weniger genutzt. Doch zu diesem Zeitpunkt hatte sich am Hafen schon ein Dorf gebildet. Das Dorf erhielt den Namen Souillac.

## Sehenswertes

### Telfair Garden
Der Telfair Garden ist ein Aussichtspunkt in der Nähe des Meeres, an dem die Einheimischen oft picknicken. Der Garten wurde nach dem Naturforscher und Landbesitzer Charles Telfair benannt. In dem Garten befinden sich etliche Mandelbäume. Ein Wanderweg verbindet den Telfair Garten mit dem örtlich bekannten „Lavoir“.

### Gris Gris
Gris Gris ist für seine Steilküsten bekannt. Da es in diesem Teil der Insel keine Korallen gibt, brechen die Wellen direkt an den Klippen. Der spektakulärste Teil von Gris Gris ist die „Roche Qui Pleure“, wo das ständige Schlagen der Wellen gegen die Flanken der Klippe den Eindruck erweckt, dass die Klippe weint. Der Ort ist bei Touristen sehr beliebt.

### Batelage
Batelage ist der alte Hafen von Souillac. Die Einschiffung wurde renoviert, um als Anlegestelle für die lokalen Fischer verwendet zu werden. Das Gebäude neben dem Hafen, das ursprünglich verwendet wurde, um Zucker und andere Produkte, die eingeschifft werden sollten, wurde auch renoviert. Es wird jetzt als Dorfhalle für den Dorfrat verwendet. Ein weiterer Teil des Gebäudes wird als Station für die National Coast Guard of Mauritius genutzt und der letzte Teil des Gebäudes ist heute ein Restaurant namens „Le Batelage“.

### La Nef
La Nef ist heute ein Museum und ehemalige Heimat des mauritischen Dichters Robert Edward Hart.

### Rochester Fall
Der Rochester Fall ist ein Wasserfall im Savanne Fluss. Er ist für seine seltsamen, rechteckigen Flanken bekannt.
Der Wasserfall liegt etwa 2,5 km vom Ort entfernt. Das Wasser stürzt aus einer Höhe von 10 m in die Tiefe.

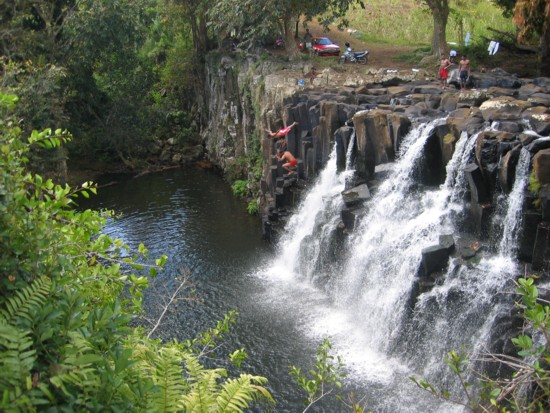
Der Rochester Fall